# Брекинридж (округ)
Бре́кинридж (англ. Breckinridge County) — округ в штате Кентукки, США. Официально образован в 1799 году, и назван в честь политика Джона Брекинриджа. По состоянию на 2010 год, численность населения составляла 20 059 человек.

## География
По данным Бюро переписи США, общая площадь округа равняется 1517,742 км2, из которых 1468,531 км2 суша и 46,620 км2 или 3,200 % это водоёмы.

## Население
По данным переписи населения 2000 года в округе проживает 18 648 жителей в составе 7 324 домашних хозяйств и 5 309 семей. Плотность населения составляет 13,00 человек на км2. На территории округа насчитывается 9 890 жилых строений, при плотности застройки около 6,60-ти строений на км2. Расовый состав населения: белые — 95,84 %, афроамериканцы — 2,86 %, коренные американцы (индейцы) — 0,23 %, азиаты — 0,08 %, гавайцы — 0,02 %, представители других рас — 0,09 %, представители двух или более рас — 0,90 %. Испаноязычные составляли 0,72 % населения независимо от расы.
В составе 31,00 % из общего числа домашних хозяйств проживают дети в возрасте до 18 лет, 59,60 % домашних хозяйств представляют собой супружеские пары проживающие вместе, 8,90 % домашних хозяйств представляют собой одиноких женщин без супруга, 27,50 % домашних хозяйств не имеют отношения к семьям, 24,60 % домашних хозяйств состоят из одного человека, 11,60 % домашних хозяйств состоят из престарелых (65 лет и старше), проживающих в одиночестве. Средний размер домашнего хозяйства составляет 2,51 человека, и средний размер семьи 2,97 человека.
Возрастной состав округа: 24,90 % моложе 18 лет, 8,20 % от 18 до 24, 26,70 % от 25 до 44, 26,00 % от 45 до 64 и 26,00 % от 65 и старше. Средний возраст жителя округа 38 лет. На каждые 100 женщин приходится 98,60 мужчин. На каждые 100 женщин старше 18 лет приходится 96,30 мужчин.
Средний доход на домохозяйство в округе составлял 30 554 USD, на семью — 36 575 USD. Среднестатистический заработок мужчины был 31 004 USD против 19 371 USD для женщины. Доход на душу населения составлял 15 402 USD. Около 11,80 % семей и 15,80 % общего населения находились ниже черты бедности, в том числе — 16,60 % молодёжи (тех, кому ещё не исполнилось 18 лет) и 19,00 % тех, кому было уже больше 65 лет.